# نادي شطرنج

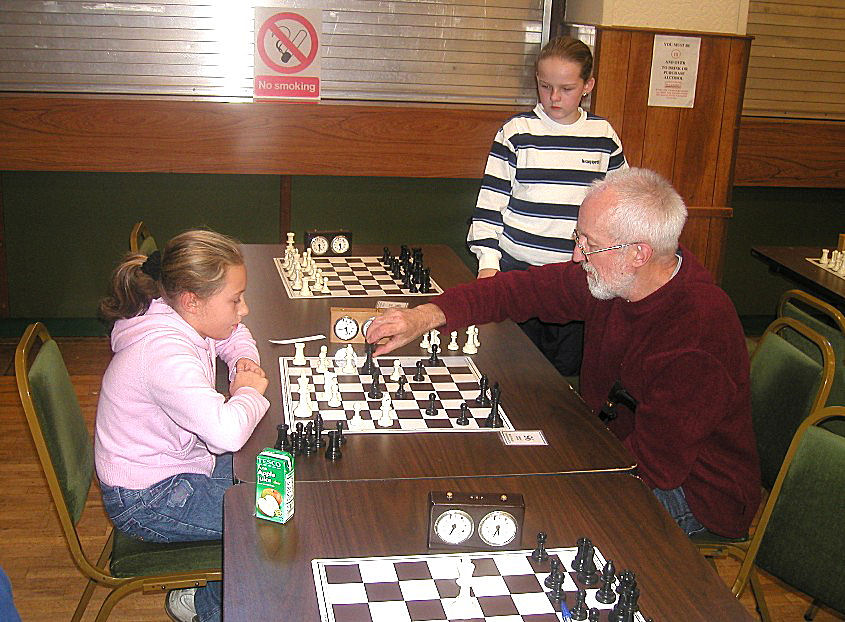
لاعبون صغار وكبار يلعبون في نادٍ للشطرنج

نادي الشطرنج هو ناد ينشأ خصيصاً للعب لعبة الشطرنج. تتيح أندية الشطرنج للأفراد في أغلب الأوقات المنافسة في المباريات غير الرسمية، ومباريات البطولات الرسمّية كما تتيح اللعب في بطولات الدوري في بعض الأحيان.

## الهيكل التنظيمي
عادة ما ترتبط أندية الشطرنج باتحاد وطني، إما بشكل مباشر أو من خلال عضوية اتحاد شطرنج إقليمي. ويكون الاتحاد الوطني بدوره عضواً في كل من الاتحاد الدولي للشطرنج، والهيئة الإدارية الدولية للشطرنج. يساعد هذا الهيكل التنظيمي في إرساء قواعد وظروف موحّدة للعب الشطرنج على المستوى الدولي، على الرغم من أن بعض الدول مثل الولايات المتحدة الأمريكية تستخدم مجموعة من القواعد الرسمية الخاصة بها والتي تختلف اختلافاً طفيفاً عن قواعد الاتحاد الدولي للشطرنج. يوجد في الولايات المتحدة العديد من أندية الشطرنج التابعة لاتحاد الشطرنج الأمريكي. ويساعد ارتباط النادي باتحاده الوطني للشطرنج في توحيد قواعد بطولات الشطرنج التي يشارك فيها.

## خدمات أندية الشطرنج
تتيح أندية الشطرنج عادةً للأعضاء بعضاً ممّا يلي على الأقل:
- المنافسة في مباريات غير رسمية أو ودية.
- المنافسة في المسابقات بين الأندية والمسابقات الداخلية في النادي الواحد.
- فرص المشاركة واللعب في واحدة أو أكثر من مسابقات الدوري المنظمة، والتي تقام على أساس جغرافي.
- المنافسة في البطولات الرسمية.
- تقييم أداء اللاعبين من خلال نظام تصنيف يتم فيه تصنيف نتائج الألعاب المشتركة بين الأندية لتمكين اللاعبين من الحكم على مكانتهم وتقدمهم. تستخدم العديد من أندية الشطرنج نظام التصنيف الذي يقدمه الاتحاد الدولي للشطرنج، أو نظام التصنيف الذي تتّبعه منظمة الشطرنج الوطنية الخاصة بهم.
- تدريب اللاعبين على يد لاعب شطرنج يكون أكثر خبرة أو من خلال محاضرات وأمسيات دراسية لتعليم اللعبة، كما تضم بعض الأندية مكتبة تحوي كتب تتعلق بالشطرنج.[1][2]

## أندية الشطرنج في العالم العربي
يُعد الاتحاد العربي للشطرنج هو المنظمة الإقليمية الأهم والأبرز في لعبة الشطرنج في بلدان المنطقة العربية. تحوي دول المنطقة العربية العديد من أندية الشطرنج، ومنها:

### نادي دبي للشطرنج والثقافة
تأسس نادي دبي للشطرنج والثقافة في عام 1981، ويتبع الاتحاد الإماراتي للشطرنج، ويقع مقره في حي الممزر بدبي، ويضم أربعة لاعبين حاصلين على لقب أستاذ دولي في لعبة الشطرنج، وهم:
- سعيد أحمد سعيد
- ناصر أحمد سعيد
- منصور عبد الله محمد
- طالب موسى

### نادي عجمان للشطرنج
تأسس نادي عجمان للشطرنج عام 1980 في إمارة عجمان في الإمارات العربية المتحدة.